# Vaccino anti-brucellosi
Il vaccino antibrucellosi è un vaccino che viene utilizzato per alcuni animali, segnatamente ovini, bovini e caprini, contro la febbre maltese o febbre mediterranea o febbre di Gibilterra, meglio conosciuta come brucellosi e sostenuta dai cocco-bacilli Gram negativi appartenenti al genere Brucella.

## Tipi di vaccino
Esistono tre tipi di vaccini contro la brucellosi:
- vaccini preparati con batteri morti, uccisi con calore o con sostanze battericide.
- vaccini da batteri vivi e attenuati.
- vaccini preparati con frazioni batteriche che fungono da antigeni.

Il primo tipo di vaccino è indicato per il solo uso veterinario (vaccinazione di ovini, caprini e bovini).L'impiego di questo tipo di vaccino nell'uomo è sconsigliato in quanto può scatenare gravi reazioni allergiche. Inoltre il vaccino sembra assicurare solo una scarsa protezione contro l'infezione.

## Uso umano
I vaccini ottenuti da batteri attenuati di Brucella melitensis danno una protezione maggiore, ma possono essere responsabili di fenomeni di ipersensibilità ritardata, dovuta al contatto, anche breve, che il paziente può avere col microorganismo dopo la vaccinazione.
I vaccini ottenuti da frazioni antigeniche del cocco-bacillo hanno invece un alto potere immunizzante e una minima capacità allergizzante. Ciò li rende i più adatti per la vaccinazione nell'essere umano.
La preparazione e l'uso di vaccini vivi è ancora pericolosa. Infatti i ceppi di Brucella abortus e Brucella melitensis S19 Rev 1 non sono del tutto innocui quando somministrati nell'essere umano. Il vaccino ricavato dal ceppo Brucella abortus RB51 sembra avere una patogenicità potenziale decisamente più bassa, tuttavia anche con esso permane un rischio potenziale ed inoltre bisogna considerare che il ceppo in questione è apparso resistente alla terapia con rifampicina.
In passato sono state utilizzate e testate diverse preparazioni vaccinali. Tra queste meritano una menzione il ceppo vivo attenuato di Brucella abortus 19-BA and 104M (utilizzato principalmente nella ex Unione Sovietica ed in Cina), ed vaccino peptidoglicano fenol-insolubile disponibile in Francia.
Quest'ultimo tipo di vaccino veniva preparato a partire da un estratto antigenico di Brucella abortus. Il vaccino, chiamato anche vaccino della febbre melitense, era indicato nella profilassi dei soggetti che, per la loro attività, erano ad alto rischio di contrarre l'infezione.
Il vaccino era anche consigliato a chi viveva in campagna, dove è più diffusa la brucellosi alimentare.
Se si sospettava un'infezione in atto il vaccino poteva essere associato a terapia antibiotica con tetracicline e streptomicina.
Rispetto ad altri vaccini, il vaccino della brucellosi dava una risposta anticorpale più rapida, con produzione di IgM già dopo pochi giorni dall'inoculazione. Entro 15-20 giorni si formavano anticorpi della classe IgG, responsabili della immunità duratura, che raggiungevano una concentrazione massima dopo 6 mesi.
Sperimentazioni su soggetti ad alto rischio di infezione evidenziavano che il vaccino era in grado di assicurare un periodo di immunità di 18-24 mesi.

Il vaccino, considerato ormai superato, venne ritirato dal commercio nel 1992.

## Effetti collaterali
Gli effetti collaterali ricalcavano sostanzialmente quelli di altri vaccini. La maggior parte degli effetti avversi tendeva a verificarsi nei primi tre giorni dalla somministrazione del vaccino. Gli effetti avversi di più frequente comparsa erano: cefalea, nausea, mialgia, astenia, febbre, linfoadenopatia e sintomi simil-influenzali. A livello del sito di iniezione potevano comparire eritema, indurimento, gonfiore, prurito, dolore, tensione. In alcuni casi erano state riportate gravi reazioni di ipersensibilità quali orticaria, angioedema e reazioni anafilattoidi.

## Dosi terapeutiche
Il vaccino della brucellosi veniva inoculato per via sottocutanea oppure intramuscolare, nel muscolo deltoide. Il calendario di vaccinazione prevedeva la somministrazione di due dosi da 1 mg in 1 ml di solvente, a distanza di 15 giorni l'una dall'altra.

## Vaccino ed industria farmaceutica
Un aspetto importante che fino ad oggi ha rallentato lo sviluppo di vaccini contro la brucellosi umana è la scarsa possibilità di estensione dei risultati della ricerca alle applicazioni commerciali.

Con poche eccezioni, infatti, anche nel recente passato i vaccini contro le zoonosi batteriche non hanno mai suscitato molto interesse da parte dell'industria farmaceutica.  Le motivazioni sono strettamente di tipo finanziario. Le società farmaceutiche sono riluttanti nell'impegnare risorse per un prodotto che viene percepito interessare solo una piccola nicchia di mercato e che, conseguentemente, può produrre solo uno scarso ritorno degli investimenti effettuati. Questa situazione si può facilmente estendere a molti vaccini contro le zoonosi, la maggior parte delle quali, oltretutto, sono prevalenti in paesi in via di sviluppo e con pochi mezzi per finanziare lo sviluppo di vaccini oppure acquistarli dall'estero.

L'unico modo per riuscire a sbloccare la situazione potrebbe essere coinvolgere nella promozione di questi vaccini le agenzie di sviluppo internazionali.